# Entosthodon
Entosthodon es un género de musgos pertenecienter a la familia Funariaceae.  Comprende 229 especies descritas y de estas, solo 118 aceptadas.

## Taxonomía
El género fue descrito por Christian Friedrich Schwägrichen y publicado en Species Muscorum Frondosorum, Supplementum Secundum 1: 44. 1823. La especie tipo es: E. templetonii (J. E. Smith) Schwaegr.

## Algunas especies aceptadas
A continuación se brinda un listado de las especies del género Entosthodon aceptadas hasta junio de 2015, ordenadas alfabéticamente. Para cada una se indica el nombre binomial seguido del autor, abreviado según las convenciones y usos.
- Entosthodon abramovae Fedosov & Ignatova
- Entosthodon acaulis (Hampe) Fife
- Entosthodon acidotus (Taylor) Müll. Hal.
- Entosthodon andicola Mitt.
- Entosthodon angustifolius Jur. & Milde
- Entosthodon apophysatus (Taylor) Mitt.
- Entosthodon aristatus (Broth.) Paris
- Entosthodon attenuatus (Dicks.) Bryhn